# Holbæk B&I
Holbæk B&I is een Deense voetbalclub uit Holbæk in de gemeente Holbæk

## Geschiedenis
De club werd in 1931 opgericht na een fusie tussen Holbæk Idrætsforening en Holbæk Boldklub. Idrætsforening had wat succes op regionaal niveau maar dat ging bergaf nadat enkele leden in 1924 zich van de club hadden afgescheiden om Boldklub op te richten, mede omdat er ook nog cricket gespeeld werd. Op 4 augustus 1931 fuseerden de clubs van het kleine stadje uiteindelijk.
Het duurde tot de jaren zestig voordat Holbæk B&I een promotie bewerkstelligde. In 1974 promoveerde de club voor het eerst naar de hoogste klasse en werd meteen vierde. Ze kwalificeerde zich met dit resultaat voor een eerste optreden in het Europeesvoetbal (Uefacup 75-76). In 1975 haalde de club de bekerfinale. Ze verloor van Vejle BK (0-1) en werd tweede in de competitie. Met dit resultaat kwalificeerde ze zich voor een tweede optreden in het Europeesvoetbal (Uefacup 76-77). Na een zevende plaats in 1976 degradeerde de club onverwacht in 1977 en slaagde er niet in om weer terug te keren. Tijdens deze periode was de club vrij populair en leverde ook vijf spelers voor het Nationaal elftal.
In de jaren 80 en 90 ging het van kwaad naar erger met de club en in 1993 speelde de club in de zesde klasse. Van toen af ging het echter weer beter en in het volgende decennium promoveerde de club weer enkele keren. In 2006 werd net de promotie naar de tweede klasse gemist.

## Erelijst
Beker van Denemarken: finalist in 1975, 1976
Kampioen 2e klasse: 1973

## Holbæk in Europa
Uitslagen vanuit gezichtspunt Holbæk B&I
| Seizoen | Competitie | Ronde | Land               | Club                   | Totaalscore | 1e W    | 2e W    | PUC |
| ------- | ---------- | ----- | ------------------ | ---------------------- | ----------- | ------- | ------- | --- |
| 1975-76 | UEFA Cup   | 1R    | Vlag van Polen     | Stal Mielec            | 1-3         | 0-1 (T) | 1-2 (U) | 0.0 |
| 1976-77 | UEFA Cup   | 1R    | Vlag van Duitsland | Eintracht Braunschweig | 1-7         | 0-7 (U) | 1-0 (T) | 2.0 |

Totaal aantal punten voor UEFA coëfficiënten:2.0
Zie ook
- Deelnemers UEFA-toernooien Denemarken
- Ranglijst van alle clubs die in de diverse Europa Cups zijn uitgekomen

## Bekende (oud-)spelers
- Harry Hansen
- Søren Lindsted